# مارك رزاتكوسكي
مارك رزاتكوسكي (بالألمانية: Marc Rzatkowski) (2 مارس 1990 ببوخوم في ألمانيا - ) هو لاعب كرة قدم ألماني في مركز الوسط. لعب مع أرمينيا بيليفيلد ونادي بوخوم ونادي ريد بل سالزبورغ ونادي سانت باولي وVfL Bochum II ‏.

## وصلات خارجية
- مارك رزاتكوسكي على موقع الدوري الأمريكي (الإنجليزية)
- مارك رزاتكوسكي على موقع قاعدة بيانات كرة القدم.إي يو (الإنجليزية)
- مارك رزاتكوسكي على موقع بيانات كرة القدم. دي إي (الألمانية)
- مارك رزاتكوسكي على موقع Soccerway.com (الإنجليزية)
- مارك رزاتكوسكي على موقع عالم كرة القدم.نت (الإنجليزية)
- مارك رزاتكوسكي على موقع AS.com (الإسبانية)